# Robert Lord
Pour les articles homonymes, voir Lord.
Robert Lord est un scénariste et un producteur de cinéma américain né le 1er mai 1900 à Chicago (Illinois) et mort le 5 avril 1976 à Los Angeles (Californie).

## Filmographie

### Comme scénariste
- 1925 : Tel... Don Juan de John G. Blystone
- 1926 : Tony l'indompté de Tom Buckingham
- 1926 : La Chevauchée de la mort (The Johnstown Flood) d'Irving Cummings
- 1927 : Coquin de briquet (If I Were Single) de Roy Del Ruth
- 1927 : Yvette et son peintre (en) de Ralph Graves
- 1927 : The Swell-Head de Ralph Graves
- 1927 : For Ladies Only de Henry Lehrman et Scott Pembroke
- 1928 : My Man de Archie Mayo
- 1928 : En cour d'assises (On Trial) de Archie Mayo
- 1928 : Beware of Bachelors (en) de Roy Del Ruth
- 1928 : Beyond the Sierras (en) de Nick Grinde
- 1928 : La Candidate de Lloyd Bacon
- 1928 : Detectives (en) de Chester M. Franklin
- 1928 : Five and Ten Cent Annie de Roy Del Ruth
- 1928 : The Lion and the Mouse de Lloyd Bacon
- 1928 : Bessie à Broadway de Frank Capra
- 1928 : Powder My Back de Roy Del Ruth
- 1928 : La Princesse de Luna Park (en) de John G. Adolfi
- 1929 : The Aviator de Roy Del Ruth
- 1929 : The Sap (en) de Archie Mayo
- 1929 : So Long Letty de Lloyd Bacon
- 1929 : Gold Diggers of Broadway de Roy Del Ruth
- 1929 : The Time, the Place and the Girl (en) de Howard Bretherton
- 1929 : La Revue en folie (On with the Show!), d'Alan Crosland
- 1929 : No Defense de Lloyd Bacon
- 1929 : Hardboiled Rose (en) de F. Harmon Weight
- 1929 : Kid Gloves (en) de Richard Cramer
- 1929 : The Greyhound Limited (en) de Howard Bretherton
- 1929 : Le Secret du collier (en) de D. Ross Lederman
- 1930 : Hold Everything de Roy Del Ruth
- 1930 : She Couldn't Say No de Lloyd Bacon
- 1931 : Manhattan Parade de Lloyd Bacon
- 1931 : Local Boy Makes Good (en) de Mervyn LeRoy
- 1931 : Her Majesty, Love de William Dieterle
- 1931 : The Ruling Voice de Rowland V. Lee
- 1931 : Five Star Final de Mervyn LeRoy
- 1931 : The Reckless Hour (en) de John Francis Dillon
- 1931 : Big Business Girl (en) de William A. Seiter
- 1931 : The Finger Points (L'Affront[réf. nécessaire]) de John Francis Dillon
- 1931 : Le Petit César de Mervyn LeRoy
- 1932 : Frisco Jenny de William A. Wellman
- 1932 : Vingt Mille Ans sous les verrous de Michael Curtiz
- 1932 : Les Conquérants de William A. Wellman
- 1932 : À tour de brasses (You Said a Mouthful) de Lloyd Bacon
- 1932 : Voyage sans retour de Tay Garnett
- 1932 : The Purchase Price de William A. Wellman
- 1932 : Tout au vainqueur de Roy Del Ruth
- 1932 : Mon grand de William A. Wellman
- 1932 : Man Wanted de William Dieterle
- 1932 : It's Tough to Be Famous de Alfred E. Green
- 1932 : Fireman, Save My Child de Lloyd Bacon
- 1933 : La Folle Semaine de Archie Mayo
- 1933 : Prologues de Lloyd Bacon et Busby Berkeley
- 1933 : Mary Stevens, M.D. de Lloyd Bacon
- 1933 : Héros à vendre de William A. Wellman
- 1933 : The Little Giant de Roy Del Ruth
- 1933 : The Mind Reader de Roy Del Ruth
- 1933 : L'affaire se complique (Hard to Handle) de Mervyn LeRoy
- 1934 : Dames de Ray Enright et Busby Berkeley
- 1934 : Femme d'intérieur de Alfred E. Green
- 1934 : C'était son homme de Lloyd Bacon
- 1934 : Merry Wives of Reno (en) de H. Bruce Humberstone
- 1935 : Docteur Socrate (en) de William Dieterle
- 1935 : Reine de beauté de Mervyn LeRoy
- 1935 : Chercheuses d'or de 1935 de Busby Berkeley
- 1935 : Ville frontière de Archie Mayo
- 1936 : En scène de Busby Berkeley
- 1936 : The Singing Kid de William Keighley et Busby Berkeley
- 1936 : Colleen (en) de Alfred E. Green
- 1937 : La Légion noire de Archie Mayo et Michael Curtiz
- 1940 : Voyage sans retour de Edmund Goulding

### producteur
- 1932 : Vingt Mille Ans sous les verrous de Michael Curtiz
- 1932 : Voyage sans retour de Tay Garnett
- 1932 : Taxi! de Roy Del Ruth
- 1933 : The World Changes de Mervyn LeRoy
- 1933 : Prologues de Lloyd Bacon
- 1933 : Chercheuses d'or de 1933  de Mervyn LeRoy
- 1934 : Femme d'intérieur d'Alfred E. Green
- 1934 : L'Homme aux deux visages d'Archie Mayo
- 1934 : The Merry Frinks de Alfred E. Green
- 1934 : C'était son homme de Lloyd Bacon
- 1934 : Harold Teen de Murray Roth
- 1934 : Jimmy the Gent de Michael Curtiz
- 1935 : Lampes de Chine (en) de Mervyn LeRoy
- 1935 : Une femme dans la rue de Alfred E. Green
- 1936 : Sa vie secrète (en) de Archie Mayo
- 1936 : En scène de Busby Berkeley
- 1936 : The Singing Kid de William Keighley et Busby Berkeley
- 1937 : Cette nuit est notre nuit d'Anatole Litvak
- 1937 : Une certaine femme d'Edmund Goulding
- 1937 : Le Prince et le Pauvre de William Keighley
- 1937 : La Légion noire de Archie Mayo et Michael Curtiz
- 1938 : Les Cadets de Virginie de William Keighley
- 1938 : Le Mystérieux Docteur Clitterhouse de Anatole Litvak
- 1938 : Les Femmes sont comme ça de Stanley Logan
- 1938 : La Patrouille de l'aube de Edmund Goulding
- 1939 : Sur les pointes de Ray Enright
- 1939 : La Vie privée d'Élisabeth d'Angleterre (The Private Lives of Elizabeth and Essex) de Michael Curtiz
- 1939 : Les Aveux d'un espion nazi de Anatole Litvak
- 1939 : Les Conquérants de Michael Curtiz
- 1940 : La Lettre de William Wyler
- 1940 : Finie la comédie de William Keighley
- 1940 : Brother Rat and a Baby de Ray Enright
- 1941 : Au seuil du paradis de Irving Rapper
- 1941 : Bombardiers en piqué (Dive Bomber) de Michael Curtiz
- 1941 : L'Assistante du docteur Venner de Irving Rapper
- 1941 : Des pas dans la nuit (Footsteps in the Dark) de Lloyd Bacon
- 1942 : Wings for the Eagle de Lloyd Bacon
- 1947 : Le Mur des ténèbres de Curtis Bernhardt
- 1949 : C'est moi le papa de Henry Levin
- 1949 : Tokyo Joe de Stuart Heisler
- 1949 : Les Ruelles du malheur de Nicholas Ray
- 1950 : Le Violent de Nicholas Ray
- 1951 : Le Poids du remords (en) de Henry Levin
- 1951 : Sirocco de Curtis Bernhardt

## Distinctions
- Oscar de la meilleure histoire originale
  - obtenu lors de la 6e cérémonie des Oscars pour Voyage sans retour
  - nommé lors de la 10e cérémonie des Oscars pour La Légion noire